# 재즈 가수 목록
다음은 재즈 가수 목록이다.

## ㄱ
- 고든 맥레이
- 그레고리 포터
- 글래디스 나이트
- 글로리아 에스테판

## ㄴ
- 나나 무스쿠리
- 내털리 콜
- 낸시 윌슨 (재즈 가수)
- 냇 킹 콜
- 노라 존스
- 니나 시몬
- 닐 다이아몬드

## ㄷ
- 다이애나 크롤
- 다이앤 리브스
- 다이앤 캐럴
- 더스티 스프링필드
- 데버러 콕스
- 델라 리즈
- 도니 해서웨이
- 도러시 댄드리지
- 도리스 데이
- 듀크 엘링턴
- 디 디 브리지워터
- 디나 쇼어
- 디나 워싱턴
- 디온 워릭
- 딕 헤임즈
- 딘 마틴

## ㄹ
- 라이자 미넬리
- 랜디 크로퍼드
- 러네이 올스테드
- 레이 에벌
- 레이 찰스
- 레이 퀸
- 레이니 카잔
- 레일라 해서웨이
- 로나 러프트
- 로드 스튜어트
- 로버타 플랙
- 로버트 굴레이
- 로버트 파머
- 로즈 마리 (배우)
- 로즈메리 클루니
- 루디 발레
- 루이 암스트롱
- 루이스 조던
- 루이스 프리마
- 리나 혼
- 리아 딜라리아
- 리타 쿨리지
- 린다 론스태트

## ㅁ
- 마 레이니
- 마를레네 디트리히
- 마사 레이
- 마이클 부블레
- 매들린 페이루
- 멀리사 맨체스터
- 멀리사 에리코
- 메테 린베르
- 멜 토메
- 멜로디 가르도
- 모가나 킹
- 모니카 세텔룬드
- 미나 (이탈리아의 가수)

## ㅂ
- 바버라 쿡
- 바브라 스트라이샌드
- 바비 맥퍼린
- 밥 딜런
- 밥 에벌리
- 버나뎃 피터스
- 버디 리치
- 베라 린
- 베시 스미스
- 베티 버클리
- 베티 제인 로즈
- 베티 허튼
- 벳 미들러
- 보비 대린
- 보비 라이델
- 브라이언 페리
- 비비언 댄드리지
- 빅 더몬
- 빅 조 터너
- 빌리 홀리데이
- 빙 크로스비

## ㅅ
- 새미 데이비스 주니어
- 샘 쿡
- 샤데이 아두
- 샤를 아즈나부르
- 샤카 칸
- 세라 본
- 세스 맥팔레인
- 셜리 배시
- 셰어 (가수)
- 스티브 로런스
- 시나 이스턴

## ㅇ
- 아네 브룬
- 아레사 프랭클린
- 아베 레인
- 아스트루드 지우베르투
- 안젤리나 요르단
- 알 마르티노
- 알 보울리
- 알 재로
- 알 졸슨
- 알리스 페이
- 애니 로스
- 앤디 윌리엄스
- 앤서니 뉼리
- 어니타 베이커
- 어사 키트
- 에델 워터스
- 에디 캔터
- 에디 피셔
- 에런 네빌
- 에바 캐시디
- 에스페란사 스폴딩
- 에이미 와인하우스
- 엘라 피츠제럴드
- 웨인 뉴턴
- 윌리 넬슨
- 일리아니 일리아스
- 잉글버트 험퍼딩크

## ㅈ
- 장 사블롱
- 잭 존스
- 제이 P. 모건
- 제이미 컬럼
- 제임스 대런
- 제임스 잉그램
- 조 스태퍼드
- 조니 도렐리
- 조니 레이
- 조니 마티스
- 조니 미첼
- 조니 제임스
- 조세핀 베이커
- 조지 듀크
- 조지 마이클
- 조지 벤슨
- 조지아 캐롤
- 존 레이트
- 존 페인 (배우)
- 주디 갈런드
- 줄리 런던
- 줄리 앤드루스
- 지니 심스

## ㅊ
- 쳇 베이커

## ㅋ
- 카니 프랜시스
- 카르맨 맥레이
- 칼리 사이먼
- 캐터리나 발렌트
- 캡 캘러웨이
- 커린 베일리 레이
- 커샌드라 윌슨
- 케이 톰슨
- 케이트 스미스
- 케이티 멜루아
- 켈리 크리스틴 오하라
- 퀸 라티파
- 클레오 레인
- 클로다인 런짓
- 클리프 리처드
- 킬리 스미스

## ㅌ
- 테드 루이스
- 토니 마틴 (미국의 가수)
- 토니 베넷

## ㅍ
- 패트리스 러셴
- 패티 라벨
- 패티 오스틴
- 패티 페이지
- 페기 리
- 페리 코모
- 폴 앵카
- 폴리 버건
- 프랜시스 랭퍼드
- 프랭크 시나트라 주니어
- 프랭크 시나트라
- 프랭키 레인
- 프레드 아스테어

## ㅎ
- 해리 코닉 주니어
- 허브 제프리즈
- 헬렌 메릴
- 호기 카마이클

## 같이 보기
- 음악가 목록